# Soudní překlad
Soudní překlad (někdy nazývaný úřední překlad, překlad s kulatým razítkem aj.) je typ překladu dokumentu, který vyžadují zejména úřady (české i zahraniční) a jiné instituce. Soudní překlad je nejčastěji požadován u dokumentů jako jsou diplomy, rodné a oddací listy, výpisy z rejstříku trestů atd. Překlad může vyhotovit pouze překladatel, který byl jmenován soudem k vyhotovování soudních překladů.
Soudní překlad vypadá tak, že originální dokument je neodlučitelně svázán s překladem a opatřen doložkou, podpisem a pečetí překladatele. Nejčastěji je překlad vázán trikolórovou šňůrkou, ale může být také prošit sešívačkou apod. Tlumočnická doložka obsahuje potvrzení tlumočníka, že je jmenován soudem k vyhotovování ověřených překladů – je zde uvedeno, kdy a který soud jej jmenoval, dále je zde uvedeno, pod jakým číslem je překlad zanesen do tlumočnického deníku tlumočníka, který překlad vyhotovil.
Jelikož vázání překladu by mělo být neodlučitelné, u některých důležitých dokumentů (diplomy, rodné listy atd.) se doporučuje dodat místo originálního dokumentu jeho notářskou kopii.
Podrobnosti popisuje Vyhláška Ministerstva spravedlnosti č. 37/1967 Sb., k provedení zákona o znalcích a tlumočnících.